# Loreglia
Loreglia là một đô thị ở tỉnh Verbano-Cusio-Ossola trong vùng Piedmont, có cự ly khoảng 110 km về phía đông bắc của Torino và khoảng 9 km southvề phía tây của Verbania. Tại thời điểm ngày 31 tháng 12 năm 2004, đô thị này có dân số 279 người và diện tích là 9,2 km².
Loreglia giáp các đô thị: Casale Corte Cerro, Germagno, Ornavasso, Quarna Sopra, Valstrona.